# The Thomas Crown Affair (1999)
The Thomas Crown Affair is een Amerikaanse heistfilm van regisseur John McTiernan die werd uitgebracht in 1999.
Deze film is een remake van de gelijknamige film uit 1968 met als regisseur Norman Jewison waarin Faye Dunaway en Steve McQueen de hoofdrollen vertolkten. Dunaway speelt in deze remake weer een rol, maar nu als Thomas Crowns psychiater.

## Synopsis

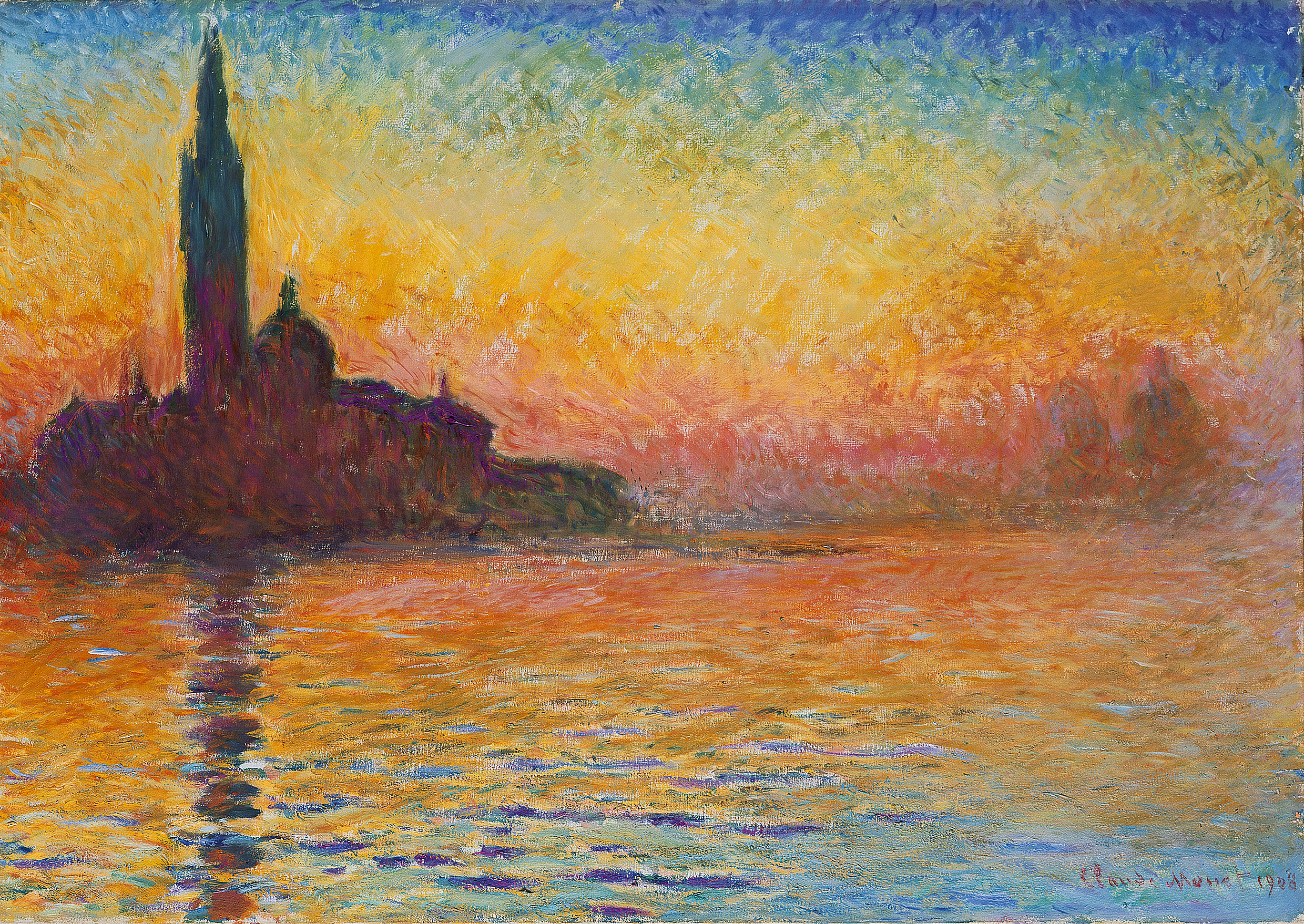
Het in de film gestolen doek.
San Giorgio Maggiore in de schemering, Claude Monet, 1908

Miljardair Thomas Crown (Pierce Brosnan) heeft alles in het leven: huizen, kunstwerken, boten, vliegtuigen. Zelf een adonis heeft hij ook voortdurend mooie vrouwen om zich heen. Hij verveelt zich en mist uitdagingen; zodoende onderneemt hij van alles voor de ultieme kick. Zo organiseert hij de perfecte kunstroof: een doek van Claude Monet uit een museum in New York. Deze perfect uitgevoerde roof door vijf mannen, die elkaar en de opdrachtgever niet kennen, zet de New Yorkse politie voor een raadsel.
Catherine Banning (Rene Russo) speelt de rol van een detective van een Zwitserse verzekeringsmaatschappij die al gauw tot een ander inzicht komt: Thomas Crown is de dader. En ze zal tot het uiterste gaan om dit te bewijzen. Al snel wordt duidelijk dat deze koele maar sensuele dame de confrontatie niet schuwt. Het lijkt dan dat Crown zijn grote uitdaging heeft gevonden.
Er ontstaat een boeiend erotisch geladen kat- en muisspel. Soms lijkt het of Catherine gaat winnen, maar dan weer trekt Crown aan het langste eind. De koele detective lijkt te smelten voor de aantrekkelijke miljonair, maar hij heeft nog een verrassing voor haar in petto.

## Rolverdeling
| Acteur         | Personage                |
| -------------- | ------------------------ |
| Pierce Brosnan | Thomas Crown             |
| Rene Russo     | Catherine Olds Banning   |
| Denis Leary    | Detective Michael McCann |
| Fritz Weaver   | John Reynolds            |
| Ben Gazzara    | Andrew Wallace           |
| Faye Dunaway   | Psychiater               |
| Mark Margolis  | Heinrich Knutzhorn       |
| Frankie Faison | Detective Paretti        |
| Esther Cañadas | Anna Tyrol Knutzhorn     |

## Stijl
Norman Jewison beklemtoonde in het origineel het thrillerachtige van het verhaal, terwijl John McTiernan in 1999 vooral oog had voor de flitsende montage en de uitgesproken romantiek, en genoegen schepte in de vele plotwendingen. In de film maakt de regisseur op een amusante manier gebruik van enkele iconen van de Belgische surrealist René Magritte zoals de man met de bolhoed met het gezicht verborgen achter een realistisch geschilderde appel. Wellicht bedoeld als metafoor "pour l'histoire bouleversante".

## Soundtrack
De soundtrack werd gecomponeerd door Bill Conti, en bestaat voornamelijk uit jazzarrangementen van de oorspronkelijke muziek.  Het nummer Windmills of your mind, uit de oorspronkelijke soundtrack (die in 1968 de Oscar voor beste originele nummer kreeg) wordt nu gezongen door Sting.
Het nummer Sinnerman, van Nina Simone wordt doorheen de film als thema gebruikt. Telkens wanneer Thomas Crown op dievenpad vertrekt, weerklinkt het opzwepende ritme van deze song.
1. The Windmills of Your Mind – Sting
2. Sinnerman – Nina Simone
3. Everything (...Is Never Quite Enough) – Wasis Diop
4. Caban La Ka Kratchie – Georges Fordane
5. Black and White
6. Never Change
7. Meet Ms. Banning
8. Goodnight/Breaking and Entering
9. Glider pt. I
10. Glider pt. II
11. Cocktails
12. Quick Exit